# Zaira Nara
Zaira Tatiana Nara Colosimo (IPA: [ˈsaiɾa ˈnaɾa]; Boulogne Sur Mer, 15 agosto 1988) è una conduttrice televisiva, personaggio televisivo e modella argentina.

## Biografia
Ha iniziato la sua carriera come modella da bambina e professionalmente una volta adolescente per l'agenzia Dotto Models. Nel 2008 ha lasciato Dotto Models per entrare a far parte dell'agenzia di Mauricio Catarain Chekka Buenos Aires, grazie al quale ha ottenuto diversi contratti pubblicitari come immagine di prestigiosi marchi d'abbigliamento, lingerie e cosmetici. Attualmente fa parte dell'agenzia Multitalent Agency. Nel 2010 ha partecipato allo show di Marcelo Tinelli Bailando 2010, versione argentina di Ballando con le stelle, dove è arrivata nona.
Tra il 2010 e il 2011 ha condotto il programma La Cocina del Show. Nel 2010 è stata classificata, secondo la rivista FHM, la quarantasettesima donna più sexy del mondo Nel 2011 ha vinto il pallone rosa e sostituito la sorella Wanda Nara a Bailando 2011 in seguito alla gravidanza di quest'ultima. Tra il 2014 e il 2015 ha condotto su Canal 9 i programmi Tu Mejor Sabado e Tu Mejor Domingo. Dal 2016 al 2017 ha condotto Morfi Café su Telefe. Sulla stessa emittente per tre anni, dal 2017 al 2019, ha condotto il programma televisivo Morfi, todos a la mesa Nel 2022 sostituisce la conduttrice di Cortá por Lozano.

## Vita privata
Nel 2011 è stata fidanzata con Diego Forlán. Dall'ottobre 2011 fino a novembre 2014 ha frequentato l'ex tennista Juan Mónaco. Nel 2015 si è fidanzata con Jakob Von Plessen; la coppia ha una figlia, nata il 6 aprile 2016.

## Filmografia
- Negro Buenos Aires, regia di Ramon Térmens (2010)

## Programmi televisivi
- Música total (2006)
- El último vuelo del día (2008)
- Animérica (2009)
- Justo a tiempo (2009-2010)
- Justo a tiempo España (2010)
- Bailando 2010 (2010)
- La Cocina del Show (2010)
- Bailando 2011 (2011)
- Tendencia (2012)
- Todos Contentos y bastante locos (2013)
- Tu Mejor Sábado (2014-2015)
- Tu Mejor Domingo (2015)
- Morfi Cafe (2016-2017)
- Morfi, todos a la mesa (2017-2019)

## Teatro
- Anacondas para Todos con Xampe Lampe (2004)
- Planeta Show (2008)
- El Libro de la Selva (2008)
- El último vuelo del día (2008)
- La Noche de Giglio (2008)
- Enamorada de Ramón (2009)
- Los locos Grimaldi (2013-2014)